# 小澤良明
小澤 良明（おざわ よしあき、1943年〈昭和18年〉8月2日 - ）は、日本の政治家。元神奈川県小田原市長。

## 略歴
神奈川県小田原市生まれ。
1965年、芝浦工業大学工学部建築学科卒業。その後建設大臣登録一級建築士免許取得。
1971年4月小田原市議会議員に27歳で初当選。以後4期連続当選。1983年5月第34代小田原市議会議長就任。1987年4月神奈川県議会議員初当選。1991年に再選。1992年5月第16代小田原市長初当選。以後4期連続当選。この間、全国史跡整備市町村協議会会長、全国特例市連絡協議会会長などを歴任。2008年5月小田原市長を引退。

## エピソード
小田原市長に当選後、正月恒例の、箱根駅伝の鈴廣前での小田原中継所で、毎年日本テレビの中継映像に顔出ししていた。

## 著書
- 私のおだわら物語 (2008年8月 有隣堂) ISBN 978-4896602036